# Le Tanet
Pour les articles homonymes, voir Tanet.
Le Tanet est une montagne de la crête vosgienne culminant à 1 292 m. Elle a donné son nom à une station de ski accrochée à son flanc alsacien.

## Géographie

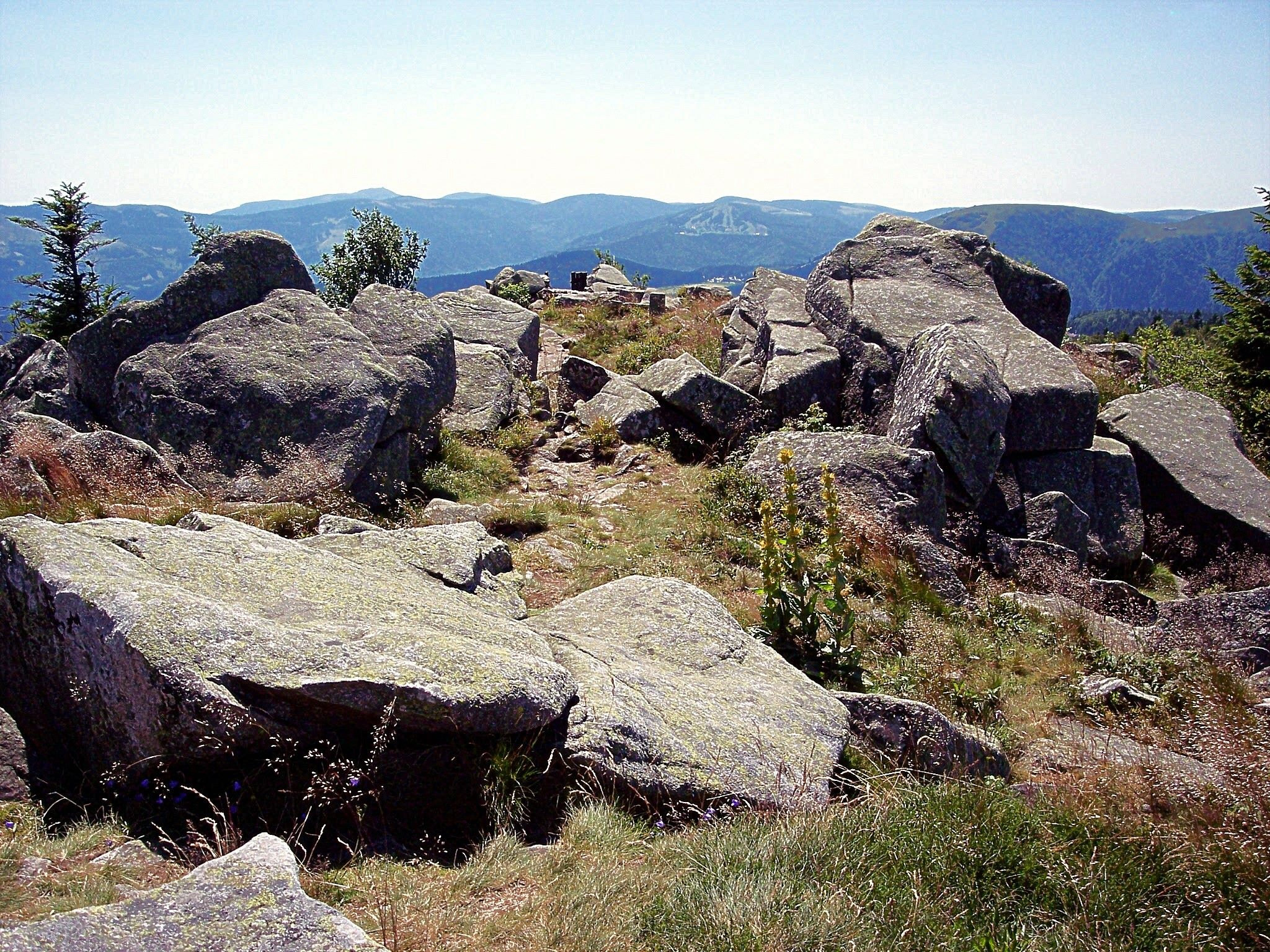
Rochers au sommet du Tanet.

Le Tanet surplombe la combe du Valtin sur le versant lorrain, et les forêts et anciens pâturages du lac Vert et de la vallée d'Altenbach sur le versant alsacien. Ces deux vallées ouvertes vers l'orient sont formées d'anciens cirques glaciaires profondément creusés et ciselés, notamment ceux du lac Vert et du Seestaettlein. Le Tanet est situé entre le Gazon de Faîte et le Monthabeu, entre le Dreieck et le vieux col de Monthabeu.
Son sommet au nord du Haut Fourneau culmine à 1 292 mètres d'altitude. Il est recouvert de blocs rocheux, aussi les nomme-t-on communément les rochers du Tanet. Leur dénomination correspondante en alsacien ou allemand est Taneckfelsen. Le sommet est accessible par le sentier de grande randonnée GR5.
Au lieu-dit du Seestaettle subsiste un névé avec une persistance allant en moyenne jusqu'à mi-mai.

## Histoire

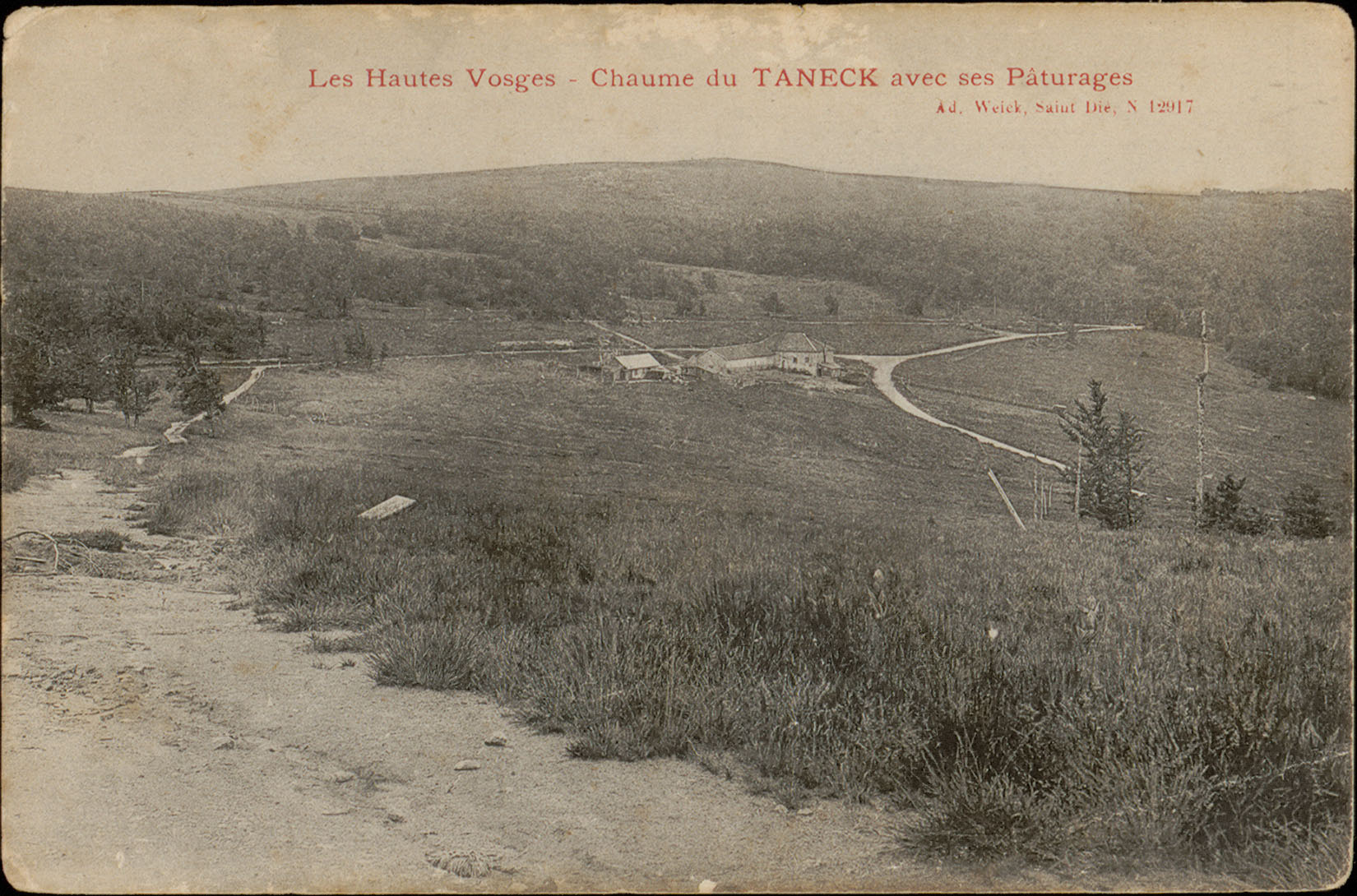
Chaume du Taneck avec ses pâturages
(carte postale Adolphe Weick).

Du côté vosgien, le Tanet, désignait autrefois sous le vocable de gazon une ancienne et vaste chaume ainsi que, sous le vocable bois ou forêt, la hêtraie-sapinière domaniale de son versant dominant la haute vallée de la Meurthe. Elle était autrefois connue comme une chaume du vaste gazon du Faing, à l'époque médiévale ou au début de l'époque moderne, époques où cette dénomination possédait encore un sens englobant. Cette chaume se nomme dans les registres d'admodiation Astenbach à la fin du XVIe siècle, Thanneck au XVIIe siècle, voire Tanache sur la carte de Cassini réalisée en 1755. Elle est encore écrite le Thanet par les services vicinaux du XIXe siècle.
L'ancienne chaume sommitale est attribuée à la Restauration à la commune du Valtin. Désormais, elle est en partie gérée par la réserve naturelle du Tanet-Gazon du Faing. La vaste forêt est devenue une propriété privée indivis de la famille de Lesseux.

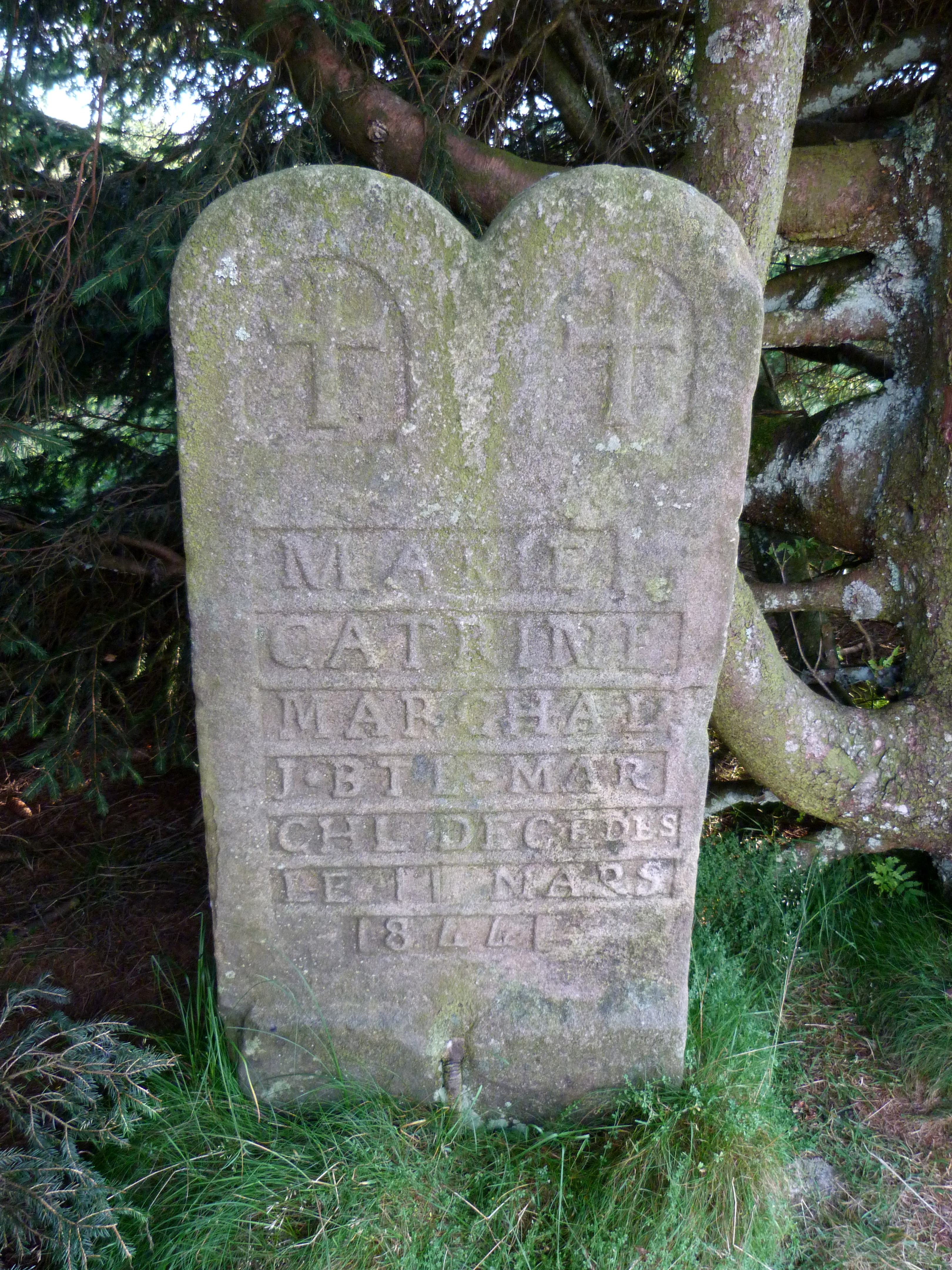
La croix Marchal.

À proximité du col du Tanet se dresse la croix Marchal, monument en grès érigé en souvenir de deux jeunes personnes du Valtin mortes dans la neige le 11 mars 1844. Marie-Catherine Marchal âgée de 21 ans et son frère Jean-Baptiste âgé de 14 ans s'étaient rendus à une foire à Munster lorsqu'au retour, ils furent pris dans une tempête de neige.
Du côté alsacien, sur la commune de Soultzeren, à la limite de celle de Stosswihr, est apparue au XXe siècle une petite station de ski vosgienne, sur la ligne de faîte entre vallon du Lac-Vert et vallée d'Altenbach.

## Station de sports d'hiver
Située à 5 kilomètres du Hohneck dans le Haut-Rhin (Grand Est), la station est accessible par la route du lac Vert, embranchement sur la route de Munster à Gérardmer par le col de la Schlucht, à mi-distance depuis Soultzeren du col. Elle est composée d'une piste verte, de deux pistes bleues, de trois pistes rouges ainsi qu'une piste noire desservies par quatre téléskis. Ses champs de neige, étagés entre 990 mètres et 1 288 mètres d'altitude, permettent aussi la pratique du ski de fond, révélant une vue par temps clair sur la plaine d'Alsace, la Forêt-Noire, les hauts plateaux jurassiens et l'Oberland bernois.
Son rocher et ses paysages préservés sont situés à 2 kilomètres de la réserve naturelle de Tanet-Gazon du Faing et en font un lieu remarquable du massif vosgien.
Au début des années 1980, la station équipée de trois pistes pour skieurs chevronnés, pistes assez réduites de 200 à 400 mètres de longueur, desservies par trois téléskis, et d'une piste pour débutants ne s'échelonnant que de 1 240 mètres à 1 080 mètres d'altitude. Elle dispose alors d'une auberge de 120 couverts, sans compter les refuges de ski-club de Munster, Stosswihr, Soultzeren et de Sarrebruck. En 1973, elle recevait chaque dimanche d'ouverture en saison neigeuse en moyenne 1 300 visiteurs, dont 1 100 skieurs, essentiellement alsaciens. En 1983, elle enregistre plus de 1 600 visiteurs dont presque 1 500 skieurs. Parmi ceux-ci, une minorité d'un vingtième d'Allemands et aussi quelques étrangers du Benelux. Ces hôtes ont assuré en grande partie la croissance de la station, qui depuis ce temps s'est étendue, diversifiée et modernisée, à l'image des autres stations du massif.
La station reste fermée durant l'hiver 2024-2025, faute d'exploitant. Au cours des années précédentes, la station a dû faire face à un déficit d'enneigement, avec seulement quinze jours d'exploitation en moyenne.